# Torre Esbucada

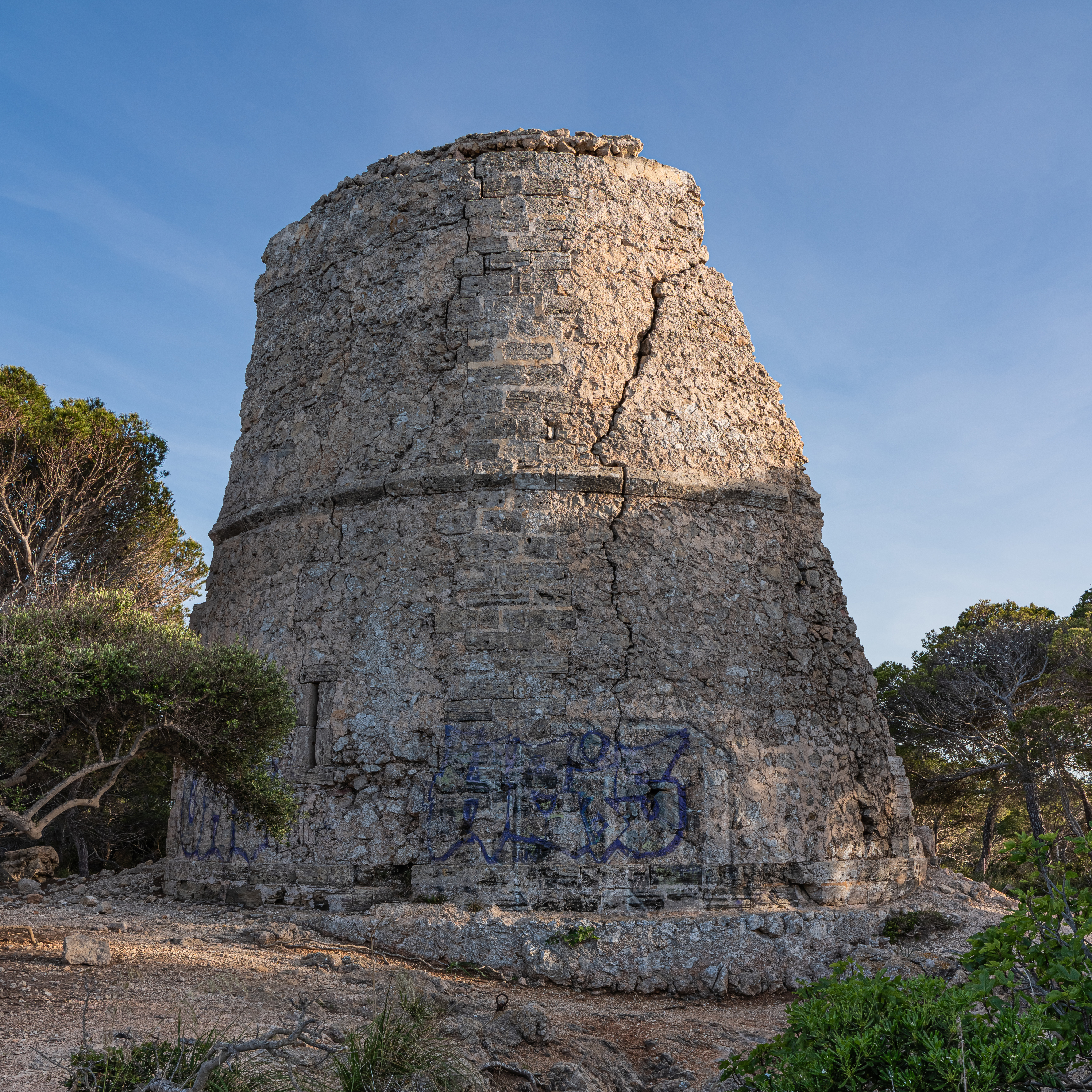
Torre Esbucada, 2023

Der Torre Esbucada, auch als Torre Embucada oder Torre de Cap de Pera bezeichnet, ist ein denkmalgeschützter Wachturm an der Küste der spanischen Mittelmeerinsel Mallorca.

## Lage

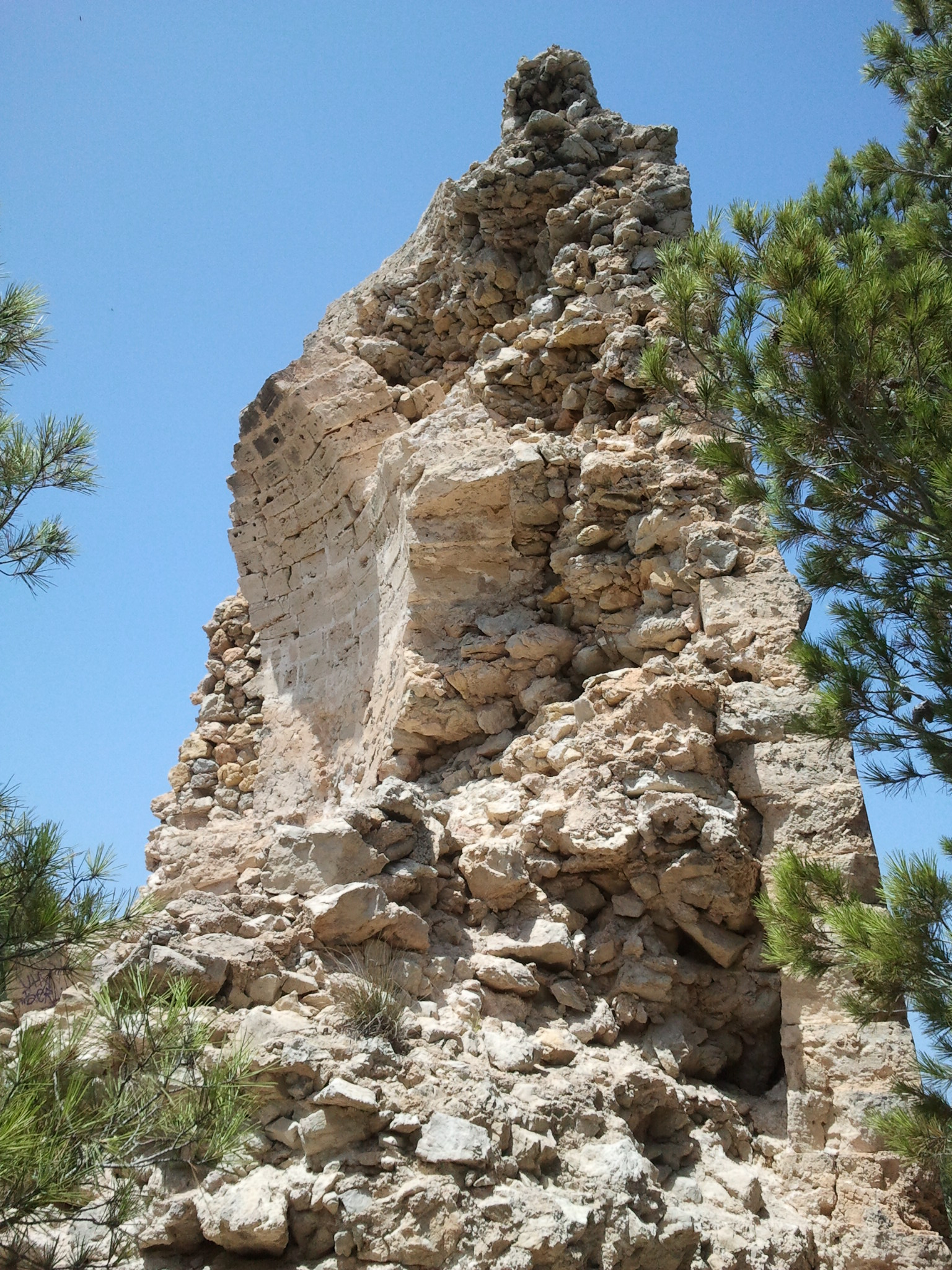
Landseite

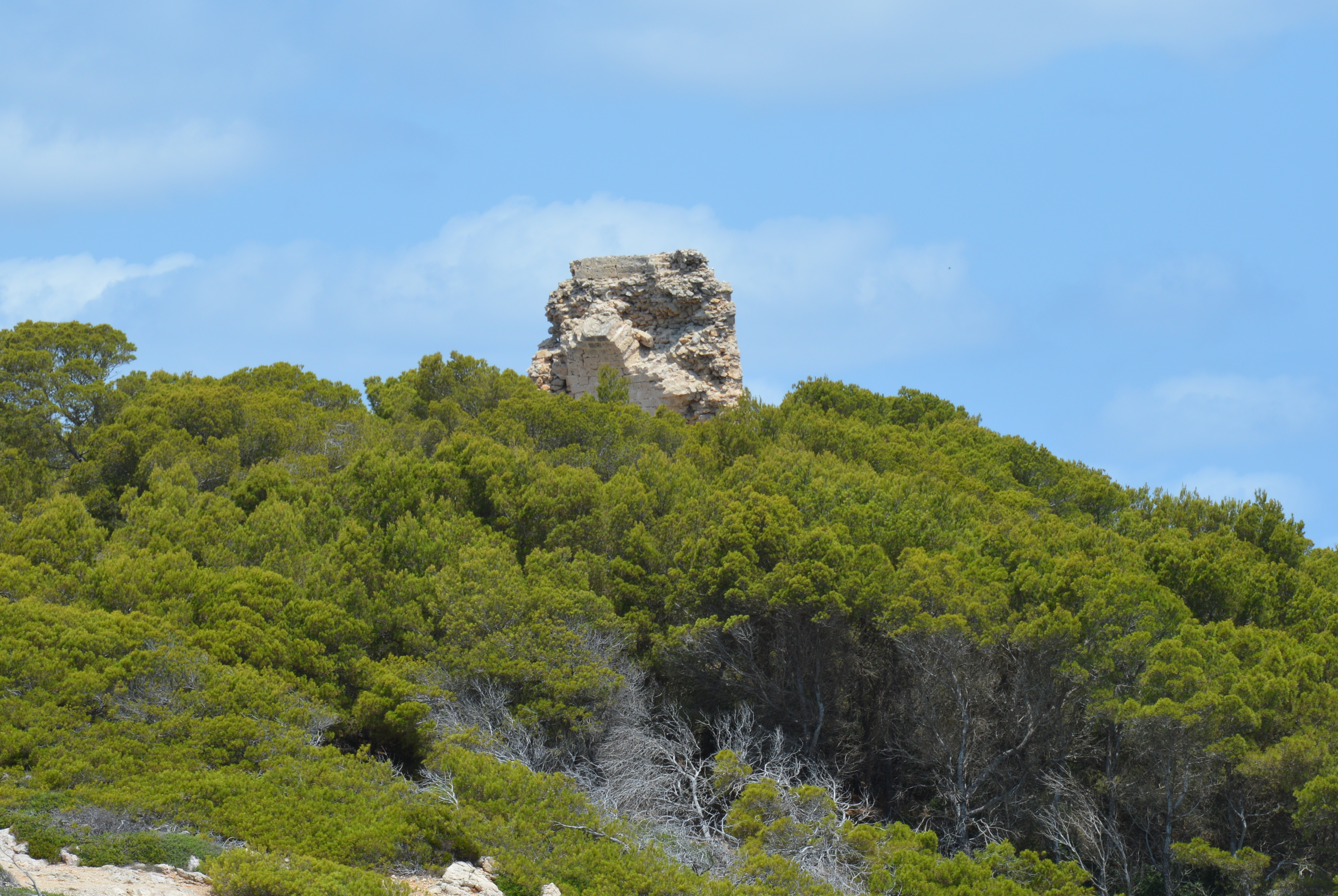
2016

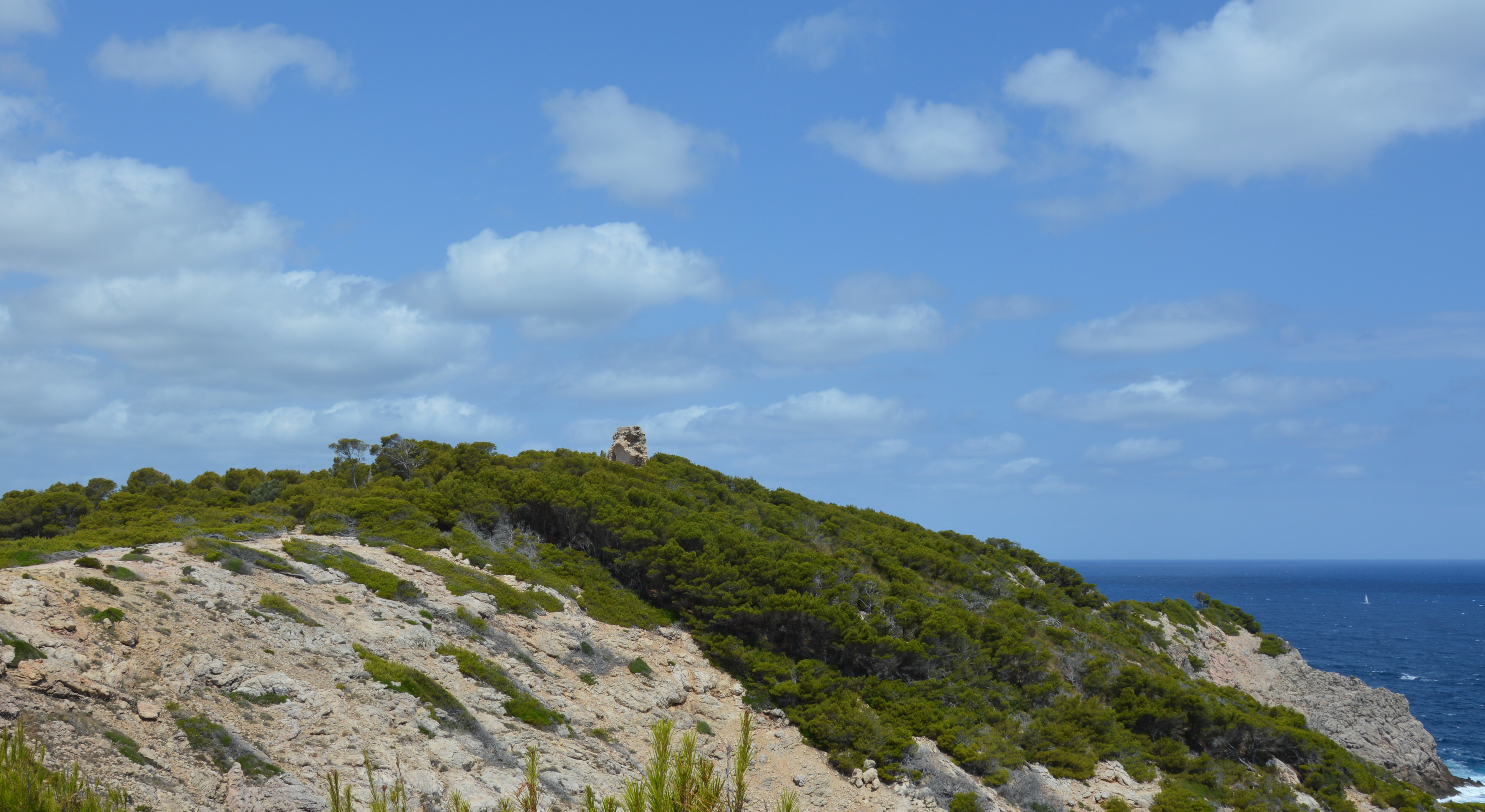
Blick vom Cabo Pera zum Turm

Er befindet sich nordwestlich von Cabo Pera, dem östlichsten Punkt Mallorcas, und dem dort befindlichen Leuchtturm Far de Capdepera im Gebiet der Gemeinde Capdepera, nordöstlich von Cala Rajada im nordöstlichen Teil der Insel. Etwas südlich des Turms führt die schmale Landstraße Ma-4050 von Cala Rajada zum Leuchtturm entlang.

## Architektur und Geschichte
Der als Ruine erhaltene Turm entstand vermutlich in der Zeit um das Jahr 1700.
Er diente als Wach- und Signalturm und war Teil eines Systems, das vor Piratenangriffen warnen sollte. Die Türme des Systems waren jeweils von einem Turmwächter besetzt. Bei der Annäherung feindlicher Schiffe wurde ein Signalfeuer entzündet; am Tage frisches Holz, um ein Rauchsignal zu geben, nachts trockenes Holz, um deutlich sichtbare Flammen zu erzeugen. So alarmierte man die benachbarten, jeweils in Sichtweite errichteten Türme und das Hinterland. Im Hinterland riefen Glocken Männer zur Verteidigung zusammen. Die übrige Bevölkerung suchte Schutz in weiteren Verteidigungsbauwerken.
Gegen die verbreitete Behauptung, die Zerstörung des Turms habe die britische Fregatte Imperieuse im Jahr 1808 verursacht, spricht die Beobachtung, dass die Zerstörungen des Turms vor allem auf der Landseite bestehen, während der seeseitige Teil noch verhältnismäßig gut erhalten ist. Zu erkennen sind noch Teile der gemauerten, im Turm befindlichen Kuppel und ein gemauerter Bogen.
In der Nähe des Turms befinden sich Unterkunftsgebäude aus der Zeit des Franco-Regimes.
In der spanischen Datenbank für Kulturgüter (Bienes de Interés Cultural) ist der Turm unter der Nummer RI-51-0008389 eingetragen.